# Рейтё, Енё
Е́нё Ре́йтё (венг. Rejtő Jenő, настоящее имя — Енё Рейх; 29 марта 1905 — 1 января 1943) — венгерский писатель, фантаст, драматург и журналист. В русскоязычном написании известен как: Енё Рейтё, Енё Рейто или Енë Рейтэ. Писал под псевдонимами: П. Ховард, Гибсон Лэвери (P. Howard, Gibson Lavery).

## Биография
Родился 29 марта 1905 года в еврейской семье в Будапеште, Венгрия.
В 1934 году окончил театральное училище в Будапеште и отправился путешествовать по Европе. Вернувшись домой, Рейтё занялся драматургией. Его произведения часто пользовались большим успехом, как это случилось с опереттой «Кто смеет побеждать» (1934). Позднее Енë начинает писать приключенческие новеллы, основанные на его заграничных путешествиях. Молодого человека совершенно покорила лихая вольница обитателей больших портовых городов: моряки, докеры, солдаты, симпатичные бродяги стали героями самых невероятных приключений в его многочисленных романах-пародиях. Неповторимый пештский юмор возвышает книги Рейто над обычными произведениями приключенческого жанра. Его произведения, пародирующие французский Иностранный Легион, написанные под псевдонимом П. Ховард, пользовались выдающимся успехом у читателей. Некоторые из них рассматривались как научная фантастика. Енë Рейтё также написал большое количество комедий для кабаре и был редактором в газете Надькёрут (Большое бульварное кольцо).
В 1942 году, будучи серьёзно больным, Енё Рейтё был обвинён нилашистами в ведении «подрывной» деятельности и прямо с больничной койки отправлен в «трудовой батальон». Он умер 1 января 1943 года в трудовом лагере под селом Евдаково Воронежской области, на оккупированной территории СССР.

## Опубликованные переводы на русский язык
- Идти или умереть[2] / венг. Menni vagy meghalni (1937)
- Пропавший крейсер / венг. Az elveszett cirkáló (1938)
- Аванпост[3] / венг. Az előretolt helyőrség (1939)
- Невидимый легион[4] / венг. A láthatatlan légió (1939)
- Тайфун «Блондинка» (Белокурый циклон, Циклон «Блондинка»[5]) / венг. A szőke ciklon (1939)
- Золотой автомобиль[6] (1940)
- Карантин в Гранд-отеле[2] (Ужас Явы) / венг. Vesztegzár a Grand Hotelben (1940)
- Три мушкетёра в Африке[венг.](1940)
- Проклятый берег[4] (Тайна алмазного берега[7]) / венг. Az elátkozott part (1940)
- Орёл или решка[3] / венг. Csontbrigád (1941)
- Приключения Грязнули Фреда[8] / венг. Piszkos Fred, a kapitány (1940)
- Новые приключения Грязнули Фреда[9] / венг. Piszkos Fred közbelép (Fülig Jimmy őszinte sajnálatára) (1941)
- Найденный крейсер / венг. A megkerült cirkáló (1943)
- Бабье лето медвежатника[10] (Город молчащих револьверов) / венг. A Néma Revolverek Városa (1969)

## Память
- Память о Енё Рейтё всё ещё почитается в будапештском кафе Japán[венг.], где он был регулярным посетителем.
- В 2001 в Будапеште в его честь названа улица[11].
- В 2003 состоялась выставка, посвященная ему в Музее литературы имени Петёфи[венг.][12].
- В 2005 году в серии «Великие венгры» выпущена венгерская почтовая марка с портретом писателя.